# Микаэлян, Маргарита Исааковна
Маргари́та Исаа́ковна Микаэля́н (30 августа 1927, Москва — 10 декабря 2004, там же) — советский и российский режиссёр театра и кино, сценарист.

## Биография
Родилась в Москве, куда её семья перебралась после революции. Отец — Жак (Исаак) Борисович Гордон (1903—1931), сценарист и режиссёр, мать — Елизавета Алексеевна (1908—1990). Бабушка по материнской линии Елизавета Николаевна (1874—1966) была родом из Смоленской губернии, владела имением «Алексеевка». Дедушка — Кораблёв Алексей Сергеевич (1896—1964), актёр.
 Незадолго до войны мать Маргариты вышла замуж за писателя Александра Крона, втроём они проживали в небольшой квартире в Спиридоньевском переулке. В 1941 году Маргарита с матерью были эвакуированы в Чистополь.
В шестнадцать лет Маргарита поступила, а в 1952 году окончила режиссёрский факультет ГИТИСа имени А. В. Луначарского. Её учителями были Алексей Попов и Мария Кнебель.
С 1951 года ставила спектакли в российских театрах, в том числе в театрах Саратова, Горького.
 C 1953 по 1956 год была руководителем актёрского курса Ташкентского театрально-художественного института имени А. Н. Островского, делала постановки в узбекских театрах.
 По возвращении Олег Ефремов предложил ей поставить в «Современнике» какой-нибудь спектакль. Так родился скандальный «Голый король» по Шварцу с Е. Евстигнеевым, Н. Дорошиной, В. Сергачёвым, И. Квашой.

Толпы москвичей осаждали кассу, очередь занимали с ночи, и радостная молва о спектакле летела по городу, по всем сходкам, телефонам, застольям, кухням, была у всех на слуху, на устах.
 Артисты сами купались в тексте, знали, что делать, куда они бьют, в какие мишени. Реплики летели в зал, подобно стрелам или гранатам, били в сердце, и обратная волна — веселья, понимания, благодарности — шла в откат к артистам и вела их вперёд и вперёд.
— Михаил Рощин, Переделкино, июль 2003
Были постановки и в других московских театрах: ЦТСА, ЦДТ. С 1966 по 1982 год — режиссёр Московского театра сатиры.
С подачи и по инициативе Георгия Данелии запустилась с первой картиной на «Мосфильме».
Автор радиоспектаклей, сценариев своих фильмов. В 2003 году в издательстве «Аграф» вышла книга автобиографической прозы Маргариты Микаэлян.
Скончалась 27 декабря 2004 года, похоронена на Переделкинском кладбище рядом с отцом И. Гордоном и Кораблёвыми — дедушкой и бабушкой.

### Семья
- муж — Сергей Микаэлян (1923—2016), кинорежиссёр;

- сын — Александр Микаэлян, океанолог.

## Театральные работы
- «Голый король» Евгения Шварца (1960)
- «Офицер флота» Александра Крона
- «Золотое сердце» Вадима Коростылёва
- «Тень» Евгения Шварца
- «Интервенция» Льва Славина (1967, при участии В. Плучека)
- «Малыш и Карлсон, который живёт на крыше» Астрид Линдгрен (1968)[9]
- «Обыкновенное чудо» Евгения Шварца (1971)
- «Пеппи Длинныйчулок» Астрид Линдгрен (1973)
- «Клеменс» Казиса Сая[лит.] (1976)

## Фильмография
| 1971 | Малыш и Карлсон, который живёт на крыше (телеспектакль) | зелёная ✓ | зелёная ✓ |
| 1971 | Офицер флота (телеспектакль)                            | зелёная ✓ |           |
| 1978 | Красавец-мужчина                                        | зелёная ✓ | зелёная ✓ |
| 1981 | Вакансия                                                | зелёная ✓ | зелёная ✓ |
| 1984 | Пеппи Длинныйчулок                                      | зелёная ✓ | зелёная ✓ |
| 1986 | Путешествие мсье Перришона                              | зелёная ✓ | зелёная ✓ |